# Конвасэл
«Конвасэл» — первая в мире зарегистрированная субъединичная рекомбинантная вакцина (на основе рекомбинантного N-белка вируса SARS-Cov-2) для профилактики COVID-19, разработанная Санкт-Петербургским НИИ вакцин и сывороток Федерального медико-биологического агентства (ФМБА) России.
К 14 июня 2024 года было вакцинировано более 800 тысяч россиян. На 2025 год запланирована поставка 4,5 миллионов доз в страны Латинской Америки.
С 8 января 2025 года началась вакцинация «Конвасэлом» в Беларуси.
Основные особенности по результатам III фазы клинических испытаний:
- эффективность 85,2%;
- иммунитет сохраняется минимум 1 год;
- вакцина устойчива ко всем существующим и будущим штаммам SARS-CoV-2 с мутациями в шиповидном S-белке (включая все подвиды «Омикрона», в том числе XEC[6]);
- меньше побочных эффектов, чем у «Спутника V»;
- максимальный уровень антител достигается на 42 день после однократной прививки.

## Общее описание
Выпускается в виде эмульсии в ампулах по 1 дозе. Условия соблюдения холодовой цепи от +2 до +8 °С. Срок годности — 12 месяцев. Курс вакцинации предусматривает однократное внутримышечное введение в дельтовидную мышцу (в верхней ⅓ наружной поверхности плеча) . Показания к применению: взрослым от 18 лет и старше.
| Наименование                                            | Количество           |
| действующее вещество                                    | действующее вещество |
| ------------------------------------------------------- | -------------------- |
| рекомбинатный белок N (нуклеокапсидный) SARS-CoV-2, мкг | 50                   |
| вспомогательные вещества                                |                      |
| сквалан, мг                                             | 15                   |
| (D,L)-α-токоферол, мг                                   | 5                    |
| полисорбат 80, мг                                       | 5                    |
| динатрия гидрофосфат 12-водный, мг                      | 1,79                 |
| калия дигидрофосфат, мг                                 | 0,12                 |
| хлорид калия, мг                                        | 0,1                  |
| хлорид натрия, мг                                       | 4                    |
| вода для инъекций, мл                                   | до 0,5               |

## Клинические испытания
Клинические испытания вакцины I и II фаз проходили с июля 2021 года. В испытаниях приняли участие 200 человек в возрасте от 18 до 60 лет.
Фаза III клинических испытаний проходила с 18 мая по 9 августа 2023 года. В ней приняло участие 5229 человек в возрасте от 18 до 88 лет. В результате эффективность вакцины составила 85,2%.

## Принцип действия
На поверхности капель эмульсии вспомогательных веществ белок N презентируется моноцитам, привлекаемым из кровотока за счет локального повышения уровня цитокинов. Несущие антиген клетки мигрируют в дренирующие лимфоузлы с активацией в них клеток врожденного и адаптивного иммунитета. За счет активации натуральных киллеров в сочетании со специфическими антителами реализуется механизм лизиса зараженных клеток.
Иммуногенность: Доказанный наблюдениями период сохранения иммунитета после вакцинации Конвасэл составляет не менее одного года.
Универсальность: Действие вакцины Конвасэл направлено на нуклеокапсидный N белок вируса SARS-CoV-2, который остается идентичным для всех вариантов вируса
Безопасность:  Вакцинация Конвасэл приводит к 100% выработке высоких титров специфических антител класса IgG к нуклеокапсидному белку N вируса SARS-CoV-2, специфического клеточного иммунитета, поляризованного по безопасному для человека Th1 профилю
Вакцина Конвасэл будет эффективна против штамма "кракен", заявили в ФМБА 
В декабре 2022 года вакцина Конвасэл получила сертификат ХАЛЯЛЬ.
В июне 2022 года вакцина Конвасэл внесена во временные методические рекомендации Минздрава РФ "Порядок проведения вакцинации взрослого населения против COVID-19", следует из документа, опубликованного на сайте министерства.

## Регистрация
21 января 2022 Санкт-Петербургским НИИ вакцин и сывороток была подана заявка в Министерство здравоохранения РФ на регистрацию препарата.
18 марта 2022 года Минздрав России зарегистрировал вакцину от коронавируса «Конвасэл». Регистрационное удостоверение ЛП-007967.
В марте 2023 года Минздрав России утвердил однократную иммунизацию и расширил показания применения вакцины Конвасэл для взрослых людей старше 60 лет.
13 июня 2024 года «Конвасэл» получил постоянное регистрационное удостоверение.

## Противопоказания
Вакцина не вызывает аллергию и хорошо переносится человеком.